# Frederik 3.
 Der er flere personer med dette navn, se Frederik 3. (flertydig).
Frederik III (18. marts 1609 – 9. februar 1670) var konge af Danmark-Norge fra 1648 til 1670. Han tilhørte den oldenborgske slægt og havde som valgsprog: Dominus providebit (Herren vil råde). Under hans regeringstid blev det meste af Danmark kortvarigt besat af svenske tropper, og som betingelse for fred afstod han i 1658 Skåne, Halland og Blekinge til den svenske krone. Alligevel formåede han i de følgende år at udnytte den ustabile situation til at gøre sig selv til enevældig konge og sikre sine efterkommeres arveret til tronen.

## Fødsel
Frederik III blev født 18. marts 1609 på Haderslevhus som tredjeældste søn af kong Christian 4. i hans ægteskab med Anna Cathrine af Brandenburg.

## Ungdom
Han fik en god opdragelse, tilegnede sig alsidige og solide kundskaber, og tidligt viste han interesse for læsning og videnskabelig syssel, der var et særsyn hos mænd af hans slægt, men som han udviklede og bevarede hele livet igennem. 1624—26 opholdt han sig ved Sorø Akademi, 1629—30 var han i udlandet, i Frankrig og Frisland. Der efter havde han nået en alder, der muliggjorde selvstændig handling, og gennem stillinger, der allerede i barneårene havde ophobet sig om ham, ventede der ham rig lejlighed til omfattende virksomhed. Tidlig havde faderen søgt at skaffe ham en anselig fremtid ved at sikre ham en betydningsfuld fyrstelig stilling ved rigets sydgrænse, således blev han 1621 koadjutor i Bremen Stift, 1622 koadjutor og 1623 biskop i Verden, i 1624 koadjutor i Halberstadt. Endnu i 1630-erne fulgte lykken hans og faderens planer om udvidelse af den vundne magt over nordtyske lande, og uagtet Freden i Lübeck også berørte Frederiks interesser stærkt, blev han dog i 1634 ærkebiskop i Bremen, og året efter blev han fyrstbiskop i Verdens Stift, således hersker over Bremen-Verden. Hertug Frederik kendte i 1637 Margrethe Pape, året efter fødtes i Bremen deres søn Ulrik Frederik Gyldenløve. Disse år havde bragt ham rige erfaringer, der havde præget og modnet hans personlighed, men det var væsentlig gennem de alvorligste vanskeligheder og kampe, at han havde nået sin udvikling. I de forholdsvis lykkelige år havde styrelsen af de forskellige tyske lande ikke været let; den storpolitiske stilling var stadig utryg, og i de indre forhold forbitredes Frederik af stridigheder med stænderne, over for hvilke han optrådte med stor skarphed. Fra 1642 til 46 opholdt Frederik sig i Holsten.

## Ægteskabet
I 1630-erne havde der været forhandlinger om et ægteskab mellem Frederik og dronning Kristina af Sverige, men de førte ikke til noget, og i 1640 forlovede han sig med den 15-årige Sophie Amalie, datter af hertug Georg af Braunschweig-Lüneburg. Den 18. oktober 1643 stod deres bryllup. To stærke, vidt forskellige personligheder stod fra nu af ved hinandens side. Sofie Amalies indflydelse på Frederik blev af indgribende betydning for ham. Frederik skildredes allerede i 1632 af en engelske gesandt som mørk og indesluttet. Han havde ringe sans for ydre adspredelser og forlystelser; stille studier var hans glæde og kunne vække hans livlige interesse. Stærke lidenskaber besad han, men vandt i årenes løb stor evne til selvbeherskelse. Han afholdt sig fra stærke drikke, og af uægte børn kendes kun Ulrik Frederik Gyldenløve, der var født før hans ægteskab. Nu fik han til hustru en 20 år yngre kvinde, livsglad og levelysten, med stærke lidenskaber, frem for alt en brændende ærgerrighed, og med krav på festligheder og støjende fornøjelser. Dybere indbyrdes sympati skabtes vanskelig her, men de mødtes i fælles ærgerrighed og krav om magt. Sofie Amalie var søster til fyrster med bestemt udprægede enevældige tendenser, hun havde evne som vilje til at lade sit kraftige initiativ indvirke på sin husbond, og under dennes lange overvejelser, der ingenlunde altid skabte en fast beslutsomhed, var der god plads for en energisk påvirkning. Frederiks kampe i ungdomsårene lagde ham det nær at håbe på en tid, da alle skranker for hans magt kunne ryddes til side; han havde udpræget dynastiske interesser, minder om sammenstød med tyske stænder og mægtige danske adelsmænd sad fast, tyske rådgivere, for hvem en stærk fyrstemagt var det ideelle modstykke til en dansk valgkonges beklippede myndighed, stod ham nær. Således førte karakter og livsvilkår allerede tidlig prins Frederik og hans hustru frem mod de samme enevældige idealer, der brød så stærkt frem i det samtidige Vesteuropa.

## Den første modgang
Få år efter ægteskabets indgåelse fremkaldte Torstenson-krigen mellem Danmark og Sverige en afgørende forandring. Alt, hvad der var vundet syd for Elben, gik tabt. Direkte forhandlinger med Sverige efter Freden i Brømsebro skaffede ham ikke landene tilbage, og 1647 gav han definitivt afkald på sine bispedømmer. Under svenskekrigen var han ikke heldig. Tidlig i 1644 blev han udnævnt til generalissimus og præsident for krigsrådet i Glückstadt, men hverken mens han stod i Hertugdømmerne, eller da han i december samme år fulgte efter Wrangel mod nord og forenede sig med Anders Bille, lykkedes det ham at gøre fjenden væsentligt afbræk. Forholdenes store vanskelighed og hensynet til på een gang at beskytte marsklandene og forebygge, at svenskerne tog Bremen, hvilket sidste dog alligevel skete, anføres som undskyldning for, at han fik udrettet så lidt. Men samtidig var det kommet til et sammenstød mellem Frederik og den danske rigsmarsk Anders Bille. Under fællesoperationerne i Jylland ved nytårstid 1645 var de blevne uenige om krigsplanen. Der forblev en brod i begges sind; for første gang var prinsens virksomhed for alvor blevet forflyttet fra tysk grund til Danmark, og straks var han tørnet sammen med den mægtige danske adel, repræsenteret i rigsmarskens person.

## En vågnende ambition
Under uvisheden med hensyn til sine tyske landes skæbne og fra det øjeblik af, da forlovelsen med Sofie Amalie var kommet i stand, havde Frederik udvist en stigende interesse for at vinde magt inden for det danske rige. I juli 1647 havde han fået en fast virksomhed der, idet han blev statholder i hertugdømmerne med bopæl i Flensborg, og snart så han store muligheder åbne sig for sin fremtid. Længe havde hans ældre broder, tronfølgeren hertug Christian, været svagelig, og udsigten til, at han ville få børn, været ringe. Alligevel havde Frederik i 1642 og 1643 sikret sig betydelige dele af hertugdømmerne for det tilfælde, at broderen skulle efterlade sig arvinger eller blive konge. Siden gik han videre og sørgede at opnå et subsidiært tronfølgervalg, skønt broderen endnu var i live, og udtalelser i hans breve fra denne tid viser, hvorledes allerede nu arvekongespørgsmålet stod for ham som det egentlige mål. Og da så prins Christian døde i juni 1647, kom det øjeblik, da Frederik endelig opgav kampen for at få sine bispedømmer tilbage, utvivlsomt påvirket af hensynet til, at den danske adel vitterlig nærede frygt for, at striden om stifterne, hvis han valgtes til konge, skulle bevirke en ny krig med Sverige. Således var prins Frederiks stræben for længst rettet mod kronen, men intet kongevalg var foretaget, da Christian IV døde 28. februar 1648.

## Kampen om kronen
Månederne efter den gamle konges død var en kamptid, og fra det øjeblik, da han 7 dage efter faderens død nåede til København fra Flensborg, var striden om valget og dets vilkår standende mellem ham og rigsrådet. Først den 3. maj endte de lange forhandlinger, og den 6. juli fandt hyldingen sted; den 23. november kronedes Frederik og hans dronning. Frederik var blevet konge, men prisen var høj: skattebevilling tilkom alene rigsrådet. Rigsrådet kunne nedlægge veto mod, at kongen erklærede krig. Kongen måtte ikke rejse udenlands, han måtte ikke indgå forbund med andre riger, han måtte ikke pålægge told og accise, og han måtte ikke give udenlandske adelsfolk danske adelsprivilegier uden rigsrådets tilslutning. Kronen måtte ikke erhverve adelsgods, kongen måtte ikke forringe vilkårene for forlening, og kongen skulle årligt indkalde herredage. Det blev bestemt, at rigsrådet til enhver tid skulle bestå af 23 råder, og kongen måtte kun udnævne nye råder blandt de kandidater, som rigsrådet havde indstillet. Kongen og de ikke-adelige stæder var reelt sat skakmat.
Modstanden mod hans valg havde langt mindre fået positive udtryk end været til stede som en stemning inden for de mægtige adelskredse. De vidste der god besked med hans enevældige lyster, de frygtede indflydelsen fra Sofie Amalie og fra rådgivere som Dietrich Reinking, Christoffer Gabel og Theodor Lente; også striden med Anders Bille var i frisk erindring. Trods splittelsen inden for adelen opnåede Frederik da heller ikke valg uden på de hårdeste mulige vilkår: hans krav om at få Norges rige overleveret efter arveretten lykkedes det ham ikke at gennemføre; han måtte erkende sig for valgt der såvel som i Danmark. Håndfæstningen bandt ham på alle punkter, og flere bestemmelser viste adelens frygt for, hvad der kunde ventes af ham. Frederik valgte i første omgang at bøje sig. Han fik en platform for sit fremtidige virke, men hans råderum var begrænset.

## Den tidlige kongetid
Frederiks kongetid faldt i to afsnit: vendepunktet var svenskekrigen, der banede vej for enevældens indførelse, adelsvældens sidste dage fulgtes af enevældens første tiår.
Skønt kongen i princippet var uden råderum, forstod han at udnytte de muligheder, der var. Hans første skridt var, i sin egenskab af holstensk hertug, at afskedige Christian von Pentz, der var gift med Christian IVs og Kirsten Munks datter Sophie Elisabeth, fra dennes stilling som kommandant over garnisonen i Glückstadt og gøre ham til kommandant i Flensborg, hvilket var en klar degradering, samt at forbyde ham at vise sig ved hoffet. Samtidig lykkedes det kongen at få udnævnt 6 nye rigsråder, der var kritiske over for Corfitz Ulfeldt. Og mens Ulfeldt forhandlede en alliance med Nederlandene, indkom der klager over den bornholmske lensmand Ebbe Ulfeldts embedsførelse: der var uorden i regnskaberne, og han plagede bønderne på en urimelig måde. En undersøgelse blev indledt, og undersøgelser blev ligeledes indledt mod Hannibal Sehested som værende mistænkte for regnskabsfusk og embedsmisbrug. Reelt var der tale om en magtkamp mellem rigsrådet på den ene side og Christian IVs svigersønner, Corfitz Ulfeldt og Hannibal Sehested, på den anden. For Sehested vedkommende endte det med, at den enorme formue, han under statholdertiden havde samlet sig i Norge omfattende jordegods, savværker, bjergværker med mere, blev afstået til kronen. Desuden bad han om at træde af som statholder i Norge og ud af rigsrådet. For rigshofmesteren Corfitz Ulfeldt Corfitz Ulfeldt og hans hustru, Christian IVs datter Leonora Christina, udviklede situationen sig langt mere dramatisk: de blev beskyldte for at have forsøgt at myrde kongen. Ulfeldt fik hovedvidnet, Dina Vinhofvers, dømt for at have løjet, man da kongen forlangte en kontrol af hans embedsførelse, valgte Ulfeldt at flygte ud af landet.
I årene indtil 1651 var kampen mod svogerpartiet således midtpunktet. I dette år forlod Corfitz Ulfeldt Danmark som flygtning, mens Hannibal Sehested opholdt sig i unåde udenlands. Allerede på dette tidspunkt var kongemagten kendelig stærkere, end da håndfæstningen blev underskrevet, men denne magtforskydning, der siden fortsatte, beroede ikke så meget på en bevidst og konsekvent politik fra kongens side som på en stilfærdig udvikling af forholdene. Adelen var i opløsning, de andre magtfaktorer svage: hoffet var ikke bundet af slægtshensyn til mægtige indenlandske adelsmænd, men knyttet med stærke tråde til det enevældige Braunschweig levede det sit eget liv for kongeparrets interesser. Uden noget direkte brud med sine forpligtelser forstod kongen og hans rådgivere til det yderste at udnytte al den myndighed, der var levnet kongemagten; de få reformer, der så lyset, skyldtes deres initiativ, udenrigsstyrelsen lå væsentlig hos kongen. Men i det stille vokser de enevældige tendenser, de viste sig i den stigende benyttelse af fremmede rådgivere. Interessen for Norges anerkendelse som arverige var stadig levende. På en hidtil ukendt vis formede der sig om kongeparret et hof efter europæisk mønster, og det blev næsten som en trussel over for rigsrådet. "Hoffet drager til sig; Hoffet bliver en Magt", hvis interesser føltes i modstrid med rådets, og hvor det var muligt, undlod kongen ethvert hensyn til dettes ønsker. Man sporer nye tings frembrud af den stigende opløsning, men uvist og uklart var alt, endnu kun i uberegnelig, langsom vorden.

## Karl Gustav-krigene
Frederik genoptog sin faders kamp om herredømmet i Østersøområdet. Nederlaget i Torstensonkrigen havde bevirket, at store dele af Norge var gået tabt, og Halland var besat af Sverige. Da 30-årskrigen sluttede, havde Sverige desuden fået anerkendt besiddelsen af fyrstedømmerne Bremen og Verden, samt i Pommern og sad på store dele af kysterne omkring Østersøen; det lignede en truende omringning af Danmark. I 1655 angreb den svenske konge Karl Gustav Polen og erobrede Warszawa og Kraków. I denne situation måtte en isolering af Sverige mest muligt fra et samarbejde med andre stormagter; især frygtede man en svensk alliance med Nederlandene. Frederik forslog alliancer med Polen, Rusland og den tyske kejser. Ved stændermødet i 1657, hvori deltog adel, gejstlighed og borgerskab, blev der givet tilsagn til at bevilge skatter til oprustning. Den 1. juni 1657 blev krigen officielt erklæret fra dansk side. Karl Gustav forlod omgående Polen og rykkede ind i Holsten og herfra op i Jylland, hvor kun Frederiksodde holdt stand til den 24. oktober. På grund af den kolde vinter var han i stand til at føre sine tropper over isen til Fyn og senere videre til Langeland, Lolland-Falster og Sydsjælland. Den 13. februar 1658 havde han nået Køge. Danmark havde en kort tid herredømmet i Bremen, men ellers var krigen endt i en katastrofe: praktisk talt hele Danmark var blevet besat. Da fredsforhandlingerne indledtes, krævede Karl Gustav, at Danmark afstod Skåne, Halland, Blekinge, Bornholm, Saltholm, Anholt, Læsø, Bohuslen og Trondhjem len inklusive Nordnorge, Island og Færøerne. Ved freden i Roskilde den 26. februar 1658 slækkede svenskerne dog på kravene: Danmark-Norge beholdt det nordlige Norge, Island og Færøerne samt småøerne, bortset fra Bornholm.
Kort efter brød Karl Gustav imidlertid freden og rykkede frem mod København. Frederik 3. deltog aktivt i forsvaret. Hans forsikring om, at han ville "dø i sin rede", da han blev opfordret til at forlade hovedstaden, gjorde ham umådelig populær blandt de københavnske borgere. Ikke mindst takket være byens kvinder, der deltog aktivt i forsvaret af voldene, fandt Karl Gustav, at byen ikke hurtigt kunne erobres og startede en belejring, der mislykkedes, da en flåde fra Republikken Nederlandene (der kom til undsætning i henhold til den aftale, som Ulfeldt kort forinden havde forhandlet) slog den svenske flåde i slaget i Øresund, og Danmark blev reddet fra svensk herredømme. Under denne fortsættelseskrig havde snaphaner, små partisangrupper på kongens opfordring virket i de svensk besatte områder i Nordsjælland, på Sydsjælland og i Skåne. På Bornholm havde indbyggerne gjort oprør og taget magten, og den 29. december "overdrog" bornholmske udsendinge øen til Frederik 3. Ved freden i København den 27. maj 1660 blev også Trondhjem len tilbagegivet Danmark-Norge. Da han forhandlede med svenskerne om de tabte landområder i 1660, lagde han mere vægt på at få områderne i Midt-Norge tilbage end de gamle danske landskaber Skåne, Halland og Blekinge.
Allerede ved krigens begyndelse tog Frederik skridt til en magtudvidelse. Da den gottorpske hertug ved freden i Roskilde havde fået suverænitet over sin del af Slesvig, skaffede kongen sig det samme for sig og sine arvinger i den kongelige del. Og da bornholmerne bad ham om at sikre øen, blev det på Frederiks egen foranledning indført enevælde og arvekongedømme på øen, og mens rigsrådet trængtes mere og mere til side for de fremmede rådgivere og venner, tiltog mellem disse de tyske officerers tal. Den anden krig forøgede Frederiks popularitet i folket. Han skænkede København privilegier og vakte hos hele landets borgerstand forhåbninger om, at han ville være anfører i modstanden mod adelen. Regeringsforandringen i 1660 blev kun delvis Frederiks eget værk. Hans stræben efter enevælden var for ham selv "nærmest et Spørgsmaal om Formaalstjenlighed og Magt". Han blev i høj grad drevet frem af den energiske dronning og af beslutningskraftige rådgivere, men de, der handlede offentlig for ham, følte sig trygge ved at vide ham bag sig. Han skred resolut frem til den ubetingede enevælde, da han så mulighed derfor.

## Enevælden indføres
På stændermødet i 1660 udnyttede Frederik uenigheden mellem adelen og borgere og gejstlige samt den nyligt erhvervede folkelige popularitet til at opnå arveret og få annulleret håndfæstningen og indføre enevælde. Peder Schumacher – senere adlet som Griffenfeld – udarbejdede i 1665 sammen med kongen selv Kongeloven, verdens eneste nedskrevne enevoldsgrundlov, som fastslår kongens uindskrænkede magt. Heri omtales kongen som "det ypperste og Højeste Hoved her på Jorden over alle menneskelige Love".

Den 16. oktober 1660 fik han sin håndfæstning kasseret, den 18. oktober 1660 aflagde stænderrepræsentanter ed til den nykårede arvekonge foran Københavns Slot og den 15. november samme år hyldedes han som arvekonge, den 10. januar 1661 fik han ved "arveenevoldsakten" af stænderne overdraget arveret, suverænitet og absolut regering, og den 14. november 1665 blev hans underskrift på Kongeloven den endelige fuldbyrdelse på værket.

## Et nyt statsvæsen bygges op
De sidste 10 år af Frederiks regering optoges af det store arbejde på den reorganisation og omdannelse af regering og administration, som allerede i efteråret 1660 var påbegyndt og ved den ny tingenes orden såvel som de bestående forfatningsrammers bristning gjordes påtrængende nødvendig. Kongens stærke og levende interesse spores her overalt; selv hvor yndlinge som Christoffer Gabel og tillidsmænd som Peder Reedtz, Henrik Bjelke, Hans Schack og Hannibal Sehested eller siden Peder Schumacher overtog en stor del af arbejdet, havde kongen sin hånd med deri, og frem for alt vågede han over, at hans kongevælde sikredes og omgærdedes. Kollegialordningen indførtes, den dømmende magt udskiltes på det øverste trin fra administrationen, men lige som Kongen resolverede efter kollegiernes indstillinger, således mødte han selv i Højesteret som præses og fældede ofte domme der. Lensstyrelsen forsvandt og afløstes af amter; de fastlønnede amtmænd udnævntes alle af kongen. Finanserne søgte man på enhver måde at bringe på fode, og mens skattebyrden efter de andre stænders stærke krav også pålagdes adelen, fik borgerlige mænd adgang til kollegierne og udsigt til at nå lige så højt i embeder og indflydelse som adelen. Adelen blev ramt hårdest ved regeringsforandringen, og aldrig svandt kongens mistillid og uvilje mod den. Der sporedes vel svage tegn på, at også de lavere stænder med uvilje så sig berøvede enhver indflydelse på landets styrelse; Københavns borgere var misfornøjede med Kastellets anlæggelse, der var som en trussel mod dem, men det gode forhold mellem dem og kongen bevaredes dog. Anderledes var forholdet til adelen: Frederik havde taget dens vigtigste reelle privilegier, og fra først til sidst sigtede han bevidst mod dens undergang. Kun de danske adelsmænd, der bestemt sluttede sig til ham og støttede den ny enevælde, vandt hans gunst og fik hans støtte til gengæld; hårdt ramte han enhver, der tilsidesatte den skyldige respekt over for kongen. Retssagerne mod Kaj Lykke, Corfitz Ulfeldt og Gunde Rosenkrantz skræmte al opposition bort, og netop i dette forhold fremtrådte de hårdeste sider i Frederiks karakter. Ellers udøvedes den enevælde, han havde taget, ikke hårdt eller despotisk, om end Frederik på den anden side aldrig kom til at blive en folkelig konge, som faderen Christian IV eller sønnen Christian V, der ved personlig omgang med folket vandt dets hengivenhed og kærlighed.

## Merkantilisme og sikkerhedspolitik
Allerede forud for enevældens indførelse og også senere spillede fremme af sikkerhedsmæssige hensyn og næringslivet også en vis rolle i tidens militære og merkantilistiske ånd: i 1650 grundlagdes Frederiksodde (Fredericia) som fæstningsby ved Bersodde, 1663-67 oprettedes fæstningsbyen Frederiksort i Slesvig og i 1665 fik Frederikssund købstadsrettigheder, i 1657 fik portugisiske jøder tilladelse til at drive handel i hele riget, i 1662 oprettedes et nyt Islandsk Kompagni, fra 1665 blev der givet tilladelser til at anlægge sukkerraffinaderier, sæbe- og saltsyderier samt en stivelsesfabrik i København. I Norge blev der udstedt fælles købstadsrettigheder for alle norske købstæder den 30. juli 1662, og af nye købstæder tilkom Drammen og Kragerø i 1665 samt Halden (Frederikshald) i 1666.
Af militære tiltag kan nævnes, at, foruden oprettelsen af Frederiksort og Fredericia blev der igangsat fæstningsarbejder i København, Christianshavn, Nyborg og Korsør.

## Indsats for videnskaben
Ved siden af sin stadige deltagelse i sit lands regering, hvor alle tråde jo nu med een gang var samlede alene i hans hånd, plejede kong Frederik til sin død de interesser, han fra ung af havde følt sig dragen til.

### Teologi
Teologiske emner syslede han gerne med og påhørte med udholdenhed spidsfindige, teologiske diskussioner.

### Nordisk oldkyndighed
Han interesserede sig for nordisk oldkyndighed og søgte at følge med Tormod Torfesen’s (Torfæus) arbejder.

### Tycho Brahe
Men endnu videre gik dog hans sans for naturvidenskaberne; den førte ham fx til at nære planer om at udgive Tycho Brahe’s samlede værker.

### Alkymi
Han var også interesseret i alkymi, og da han havde opbrugt sine titler til gadenavne efter navngivningen af Gothersgade og Vendersgade i København, brugte han i stedet metalnavne – således fik Sølvgade sit navn. I Rigensgade havde han en alkymist ved navn Borri i sving i et laboratorium. Det nærliggende Garnisonssygehus fik derfor tilnavnet Guldslottet, indtil soldater som var patienter der, fik det omdøbt til Grøtslottet.
Den italienske læge og kemiker Francesco Borri blev hans yndling, med ham tilbragte kongen mange timer i samtale om Borri’s fantasier om "de Vises Sten" og om kunsten at gøre guld, hvortil mange penge af kongens kasse medgik.

### Det kongelige bibliotek
Midtpunktet for alle disse sysler blev den bogsamling, som Frederik skabte, herunder en række adelige biblioteker, som han havde købt op, og omkring 1848 blev oprindelsen til Det Kongelige Bibliotek. Mange bøger bærer hans superexlibris.

### Rigsarkivet
Ikke kun bøger samlede han med forkærlighed, men også på kunstsager og rariteter. Han fik opført nutidens Rigsarkiv, med arsenal i 1. etage, bibliotek på 2. etage og «kunstkammer» på 3. etage. Det sidste indeholdt rariteter som skelettet af hunden Tyrk, som holdt vagt i hans fader Christian IVs soverum, hovedskallen af Pave Lucius 1. som blev fjernet fra Roskilde domkirke efter reformationen, atten rotteunger med sammenviklede haler, et forstenet foster som Colombe Chatri fra Toulouse havde gået gravid med i 28 år da hun døde; et tommelangt misfoster som Sehested var kommet med, og som angivelig var et af de 365 fostre som grevinde Marie af Holland nedkom med på én gang; samt en blæresten, skåret ud af Griffenfeld og større end et hønseæg. Kun een liste over severdighederne har overlevet, bortset fra pave Lucius' hovedskal, som nu opbevares i Københavns katolske domkirke, Sankt Ansgar.

## Frederik 3.s sidste år
De sidste år af Frederik 3.s regeringtid gik med at indrette det nye styre med kollegier, som behandlede forslag, stillet af kongen, eller selv stillede forslag, som kongen så i sidste ende skulle tage stilling til. Men kongen fik også tid til at dyrke sine egne interesser.
Allerede i 1650'erne havde han fået indrettet et kunstkammer, der foruden malerier indeholdt alle hånde sjældne genstande, hentet fra nær og fjern. Og i begyndelsen af 1660’erne grundlagde han Det kongelige Bibliotek, hvis grundstamme var en række adelige biblioteker, som kongen opkøbte. 1670 rummede biblioteket allerede 20.000 bind. Samtidig sørgede han også for at værne sin nyvundne enevældige magt ved at besætte Københavns volde med soldater og indrette Kastellet på en sådan måde, at dets kanoner kunne beskyde eventuelle opviglere, som måske havde troet, at opgøret med adelen kunne have ført til et stænderstyret arverige med betydelig borgerlig indflydelse.

## Død og begravelse
Frederik havde ført et mådeholdent liv fyldt med interesser, der gjorde det vidt forskelligt fra hans faders. Alligevel blev han ikke lige så gammel. Allerede den 9. februar 1670 døde han efter 3 dages smertefuldt sygeleje ikke fuldt 61 år gammel. Den 4. maj samme år blev han gravsat i sin fars Christian 4.s Kapel i Roskilde Domkirke sammen med sin mor dronning Anna Cathrine og flere af sine søskende.

## Børn
Foruden Ulrik Frederik Gyldenløve efterlod han sig 6 børn med Sofie Amalie, 2 sønner og 4 døtre. Af sønnerne blev den ældste hans efterfølger på tronen, den anden gift med dronning Anna af Storbritannien. Den ældste af døtrene, Anna Sofie, blev gift med kurfyrste Johann Georg af Sachsen, Frederikke Amalie blev gift med Christian Albrecht af Gottorp, Vilhelmine Ernestine blev gift med kurfyrst Karl af Pfalz, og Ulrikke Eleonore blev gift med Karl XI af Sverige. To børn døde som små.
| Navn                                       | Født                                       | Død                                        | Bemærkninger                                                                                   |
| Med Sophie Amalie af Braunschweig-Lüneburg | Med Sophie Amalie af Braunschweig-Lüneburg | Med Sophie Amalie af Braunschweig-Lüneburg | Med Sophie Amalie af Braunschweig-Lüneburg                                                     |
| ------------------------------------------ | ------------------------------------------ | ------------------------------------------ | ---------------------------------------------------------------------------------------------- |
| Christian 5.                               | 15. april 1646                             | 25. august 1699                            | Konge af Danmark og Norge 1670 – 1699 Gift 25. juni 1667 med Charlotte Amalie af Hessen-Kassel |
| Anna Sophie                                | 1. september 1647                          | 1. juli 1717                               | Gift 9. oktober 1666 med Kurfyrst Johan Georg 3. af Sachsen                                    |
| Frederikke Amalie                          | 11. april 1649                             | 30. oktober 1704                           | Gift 24. oktober 1667 med Hertug Christian Albrecht af Slesvig-Holsten-Gottorp                 |
| Vilhelmine Ernestine                       | 20. juni/21. juni 1650                     | 22./23. april 1706                         | Gift 20. september 1671 med Kurfyrst Karl 2. af Pfalz                                          |
| Frederik                                   | 1651                                       | 1652                                       | Begravet i Roskilde Domkirke                                                                   |
| Jørgen                                     | 2. april 1653                              | 28. oktober 1708                           | Gift 28. juli 1683 med Dronning Anne af Storbritannien                                         |
| Ulrikke Eleonore                           | 11. september 1656                         | 26. juli 1693                              | Gift 6. maj 1680 med Kong Karl 11. af Sverige                                                  |
| Dorothea Juliane                           | 1657                                       | 1658                                       | Begravet i Roskilde Domkirke                                                                   |

## Eftermæle
I 1651 navngaves byen Frederiksodde efter kongen, og 22. april 1664 fik den sit nuværende latiniserede navn, Fredericia. I 1652 blev Frederikssund navngivet efter Frederik 3. Fæstningen Fredriksten ved Fredrikshald, påbegyndt 1661, er opkaldt efter kong Frederik III.

## Anetavle
| \| \| \| \| \| \| \| \| \| \| \| \| \| 16. Frederik 1. af Danmark \| \| \| \| \| \| \| \| \| \| \| \| \| \| \| \| \| 8. Christian 3. af Danmark \| \| \| \| \| \| \| \| \| \| \| \| \| \| \| \| \| \| \| \| \| \| \| \| \| \| \| \| \| \| \| 17. Anna af Brandenburg \| \| \| \| \| \| \| \| \| \| \| \| \| \| \| \| \| \| \| \| \| \| \| \| \| 4. Frederik 2. af Danmark \| \| \| \| \| \| \| \| \| \| \| \| \| \| \| \| \| \| \| \| \| \| \| \| \| \| \| \| \| \| \| 18. Magnus 1. af Sachsen-Lauenburg \| \| \| \| \| \| \| \| \| \| \| \| \| \| \| \| \| \| \| \| \| \| \| \| \| 9. Dorothea af Sachsen-Lauenburg \| \| \| \| \| \| \| \| \| \| \| \| \| \| \| \| \| \| \| \| \| \| \| \| \| \| \| \| \| \| \| 19. Katarina af Braunschweig \| \| \| \| \| \| \| \| \| \| \| \| \| \| \| \| \| \| \| \| \| \| \| \| \| 2. Christian 4. af Danmark \| \| \| \| \| \| \| \| \| \| \| \| \| \| \| \| \| \| \| \| \| \| \| \| \| \| \| \| \| \| \| 20. Albrecht 7. af Mecklenburg-Güstrow \| \| \| \| \| \| \| \| \| \| \| \| \| \| \| \| \| \| \| \| \| \| \| \| \| 10. Ulrik 3. af Mecklenburg-Güstrow \| \| \| \| \| \| \| \| \| \| \| \| \| \| \| \| \| \| \| \| \| \| \| \| \| \| \| \| \| \| \| 21. Anna af Brandenburg \| \| \| \| \| \| \| \| \| \| \| \| \| \| \| \| \| \| \| \| \| \| \| \| \| 5. Sophie af Mecklenburg \| \| \| \| \| \| \| \| \| \| \| \| \| \| \| \| \| \| \| \| \| \| \| \| \| \| \| \| \| \| \| 22. Frederik 1. af Danmark \| \| \| \| \| \| \| \| \| \| \| \| \| \| \| \| \| \| \| \| \| \| \| \| \| 11. Elisabeth af Danmark \| \| \| \| \| \| \| \| \| \| \| \| \| \| \| \| \| \| \| \| \| \| \| \| \| \| \| \| \| \| \| 23. Sophie af Pommern \| \| \| \| \| \| \| \| \| \| \| \| \| \| \| \| \| \| \| \| \| \| \| \| Frederik 3. \| \| \| \| \| \| \| \| \| \| \| \| \| \| \| \| \| \| \| \| \| \| \| \| \| \| \| \| \| \| \| 24. Joachim 2. Hector af Brandenburg \| \| \| \| \| \| \| \| \| \| \| \| \| \| \| \| \| \| \| \| \| \| \| \| \| \| 12. Johan Georg af Brandenburg \| \| \| \| \| \| \| \| \| \| \| \| \| \| \| \| \| \| \| \| \| \| \| \| \| \| \| \| \| \| \| 25. Magdalena af Sachsen \| \| \| \| \| \| \| \| \| \| \| \| \| \| \| \| \| \| \| \| \| \| \| \| \| 6. Joachim Frederik af Brandenburg \| \| \| \| \| \| \| \| \| \| \| \| \| \| \| \| \| \| \| \| \| \| \| \| \| \| \| \| \| \| \| 26. Frederik 2. af Liegnitz \| \| \| \| \| \| \| \| \| \| \| \| \| \| \| \| \| \| \| \| \| \| \| \| \| 13. Sophia af Liegnitz \| \| \| \| \| \| \| \| \| \| \| \| \| \| \| \| \| \| \| \| \| \| \| \| \| \| \| \| \| \| \| 27. Sophie af Brandenburg-Ansbach-Kulmbach \| \| \| \| \| \| \| \| \| \| \| \| \| \| \| \| \| \| \| \| \| \| \| \| \| 3. Anna Cathrine af Brandenburg \| \| \| \| \| \| \| \| \| \| \| \| \| \| \| \| \| \| \| \| \| \| \| \| \| \| \| \| \| \| \| 28. Joachim 1. Nestor af Brandenburg \| \| \| \| \| \| \| \| \| \| \| \| \| \| \| \| \| \| \| \| \| \| \| \| \| 14. Johan af Brandenburg-Küstrin \| \| \| \| \| \| \| \| \| \| \| \| \| \| \| \| \| \| \| \| \| \| \| \| \| \| \| \| \| \| \| 29. Elisabeth af Danmark \| \| \| \| \| \| \| \| \| \| \| \| \| \| \| \| \| \| \| \| \| \| \| \| \| 7. Katharina af Brandenburg-Küstrin \| \| \| \| \| \| \| \| \| \| \| \| \| \| \| \| \| \| \| \| \| \| \| \| \| \| \| \| \| \| \| 30. Heinrich 2. af Braunschweig-Wolfenbüttel \| \| \| \| \| \| \| \| \| \| \| \| \| \| \| \| \| \| \| \| \| \| \| \| \| 15. Katharina af Braunschweig-Wolfenbüttel \| \| \| \| \| \| \| \| \| \| \| \| \| \| \| \| \| \| \| \| \| \| \| \| \| \| \| \| \| \| \| 31. Maria af Württemberg \| \| \| \| \| \| \| \| \| \| \| \| \| \| \| \| \| \| \| \| \| \| \| |                                            |  |                                      |                                              |  |  |  |  |  |  |  |                            |
| |                                            |  |                                      |                                              |  |  |  |  |  |  |  | 16. Frederik 1. af Danmark |
| |                                            |  |                                      |                                              |  |  |  |  |  |  |  |                            |
| | 8. Christian 3. af Danmark                 |  |                                      |                                              |  |  |  |  |  |  |  |                            |
| |                                            |  |                                      |                                              |  |  |  |  |  |  |  |                            |
| |                                            |  |                                      | 17. Anna af Brandenburg                      |  |  |  |  |  |  |  |                            |
| |                                            |  |                                      |                                              |  |  |  |  |  |  |  |                            |
| | 4. Frederik 2. af Danmark                  |  |                                      |                                              |  |  |  |  |  |  |  |                            |
| |                                            |  |                                      |                                              |  |  |  |  |  |  |  |                            |
| |                                            |  |                                      | 18. Magnus 1. af Sachsen-Lauenburg           |  |  |  |  |  |  |  |                            |
| |                                            |  |                                      |                                              |  |  |  |  |  |  |  |                            |
| | 9. Dorothea af Sachsen-Lauenburg           |  |                                      |                                              |  |  |  |  |  |  |  |                            |
| |                                            |  |                                      |                                              |  |  |  |  |  |  |  |                            |
| |                                            |  |                                      | 19. Katarina af Braunschweig                 |  |  |  |  |  |  |  |                            |
| |                                            |  |                                      |                                              |  |  |  |  |  |  |  |                            |
| | 2. Christian 4. af Danmark                 |  |                                      |                                              |  |  |  |  |  |  |  |                            |
| |                                            |  |                                      |                                              |  |  |  |  |  |  |  |                            |
| |                                            |  |                                      | 20. Albrecht 7. af Mecklenburg-Güstrow       |  |  |  |  |  |  |  |                            |
| |                                            |  |                                      |                                              |  |  |  |  |  |  |  |                            |
| | 10. Ulrik 3. af Mecklenburg-Güstrow        |  |                                      |                                              |  |  |  |  |  |  |  |                            |
| |                                            |  |                                      |                                              |  |  |  |  |  |  |  |                            |
| |                                            |  |                                      | 21. Anna af Brandenburg                      |  |  |  |  |  |  |  |                            |
| |                                            |  |                                      |                                              |  |  |  |  |  |  |  |                            |
| | 5. Sophie af Mecklenburg                   |  |                                      |                                              |  |  |  |  |  |  |  |                            |
| |                                            |  |                                      |                                              |  |  |  |  |  |  |  |                            |
| |                                            |  |                                      | 22. Frederik 1. af Danmark                   |  |  |  |  |  |  |  |                            |
| |                                            |  |                                      |                                              |  |  |  |  |  |  |  |                            |
| | 11. Elisabeth af Danmark                   |  |                                      |                                              |  |  |  |  |  |  |  |                            |
| |                                            |  |                                      |                                              |  |  |  |  |  |  |  |                            |
| |                                            |  |                                      | 23. Sophie af Pommern                        |  |  |  |  |  |  |  |                            |
| |                                            |  |                                      |                                              |  |  |  |  |  |  |  |                            |
| Frederik 3. |                                            |  |                                      |                                              |  |  |  |  |  |  |  |                            |
| |                                            |  |                                      |                                              |  |  |  |  |  |  |  |                            |
| |                                            |  | 24. Joachim 2. Hector af Brandenburg |                                              |  |  |  |  |  |  |  |                            |
| |                                            |  |                                      |                                              |  |  |  |  |  |  |  |                            |
| | 12. Johan Georg af Brandenburg             |  |                                      |                                              |  |  |  |  |  |  |  |                            |
| |                                            |  |                                      |                                              |  |  |  |  |  |  |  |                            |
| |                                            |  |                                      | 25. Magdalena af Sachsen                     |  |  |  |  |  |  |  |                            |
| |                                            |  |                                      |                                              |  |  |  |  |  |  |  |                            |
| | 6. Joachim Frederik af Brandenburg         |  |                                      |                                              |  |  |  |  |  |  |  |                            |
| |                                            |  |                                      |                                              |  |  |  |  |  |  |  |                            |
| |                                            |  |                                      | 26. Frederik 2. af Liegnitz                  |  |  |  |  |  |  |  |                            |
| |                                            |  |                                      |                                              |  |  |  |  |  |  |  |                            |
| | 13. Sophia af Liegnitz                     |  |                                      |                                              |  |  |  |  |  |  |  |                            |
| |                                            |  |                                      |                                              |  |  |  |  |  |  |  |                            |
| |                                            |  |                                      | 27. Sophie af Brandenburg-Ansbach-Kulmbach   |  |  |  |  |  |  |  |                            |
| |                                            |  |                                      |                                              |  |  |  |  |  |  |  |                            |
| | 3. Anna Cathrine af Brandenburg            |  |                                      |                                              |  |  |  |  |  |  |  |                            |
| |                                            |  |                                      |                                              |  |  |  |  |  |  |  |                            |
| |                                            |  |                                      | 28. Joachim 1. Nestor af Brandenburg         |  |  |  |  |  |  |  |                            |
| |                                            |  |                                      |                                              |  |  |  |  |  |  |  |                            |
| | 14. Johan af Brandenburg-Küstrin           |  |                                      |                                              |  |  |  |  |  |  |  |                            |
| |                                            |  |                                      |                                              |  |  |  |  |  |  |  |                            |
| |                                            |  |                                      | 29. Elisabeth af Danmark                     |  |  |  |  |  |  |  |                            |
| |                                            |  |                                      |                                              |  |  |  |  |  |  |  |                            |
| | 7. Katharina af Brandenburg-Küstrin        |  |                                      |                                              |  |  |  |  |  |  |  |                            |
| |                                            |  |                                      |                                              |  |  |  |  |  |  |  |                            |
| |                                            |  |                                      | 30. Heinrich 2. af Braunschweig-Wolfenbüttel |  |  |  |  |  |  |  |                            |
| |                                            |  |                                      |                                              |  |  |  |  |  |  |  |                            |
| | 15. Katharina af Braunschweig-Wolfenbüttel |  |                                      |                                              |  |  |  |  |  |  |  |                            |
| |                                            |  |                                      |                                              |  |  |  |  |  |  |  |                            |
| |                                            |  |                                      | 31. Maria af Württemberg                     |  |  |  |  |  |  |  |                            |
| |                                            |  |                                      |                                              |  |  |  |  |  |  |  |                            |

## Galleri
- Portræt af Frederik 3. udført af Andreas Magerstadt
- Portræt af Frederik 3. udført af Karel van Mander III i 1656
- Portræt af Frederik 3.
- Udsnit af miniatureportræt i emalje af Frederik 3. udført af Paul Prieur i 1663
- Frederik 3.s håndfæstning med hul, hvor hans underskrift havde været. (Rigsarkivet)